# Tancredi Galimberti
Tancredi Galimberti (Cuneo, 25 luglio 1856 – Cuneo, 1º agosto 1939) è stato un politico e avvocato italiano. Fu Ministro delle poste e dei telegrafi del Regno d'Italia nel Governo Zanardelli tra il 1901 e il 1903.

## Biografia[1]

### Carriera politica
Tancredi esordì in giovane età nella vita politica locale: si hanno infatti notizie certe della sua elezione al consiglio comunale di Cuneo nel 1883 e in quello provinciale (per il mandamento di Valgrana) nell'anno successivo.
Si affacciò alla politica nazionale nel 1887, quando poco più che trentenne venne eletto alla Camera, appoggiando il governo Depretis e quindi in contrasto al conterraneo Giolitti, a quel tempo all'opposizione. Quando Giolitti si mosse verso posizioni più riformiste ne divenne un sostenitore entrando, grazie al sostegno di quest'ultimo, per la prima volta nella compagine di governo come sottosegretario alla Pubblica Istruzione nel governo Di Rudinì II (1896) e nel governo Di Rudinì III (1896-1897). 
I primi anni della sua carriera politica furono anche quelli in cui questa si incrociò più volte con la sua attività forense. Sicuramente cruciale per l’avanzamento nella sua carriera parlamentare fu la difesa di Giolitti nel processo riguardante lo scandalo della Banca romana, che assunse nel 1894; si interessò anche alla sorte giudiziaria di Turati e Romussi dopo i moti di Milano del 1898.
Fu quindi ministro e segretario di stato per le poste e i telegrafi nel governo Zanardelli(1901-1903), del quale fu un grande estimatore e amico. Nel breve periodo del suo incarico dovette affrontare due problematiche in particolare. La prima riguardò l'ammodernamento del servizio postale e telegrafico sia dal punto di vista organizzativo che da quello infrastrutturale. A questo scopo promosse uno studio comparativo tra le varie realtà europee, con l'intenzione di coglierne gli aspetti migliori per poi implementarli nella realtà italiana. La seconda invece fu quella riguardante l'associazionismo dei dipendenti, al quale egli si oppose fermamente. Rivolse molta attenzione alle numerose agitazioni e scioperi dei lavoratori nelle varie città. Anche a causa della brevità del suo incarico non riuscì ad elaborare una risposta alla questione che non fosse quella di mera opposizione che scaturì naturalmente dalla sua ideologia liberale. L'irremovibile posizione riguardo all'associazionismo dei dipendenti postali e telegrafici portò prima allo scontro epistolare e poi alla definitiva rottura dei rapporti con Turati, che fino a quel momento era stato un suo gradito corrispondente.
Nel corso di tutta la sua carriera politica, Tancredi ebbe nella “Sentinella delle Alpi” un importante strumento per dare eco alle sue idee politiche e alla sua apprezzabile dialettica. La “Sentinella” rivestì sempre un ruolo cruciale, come tribuna politica soprattutto a base locale, nel momento delle varie elezioni affrontate da Tancredi.
Il progressivo allontanamento da Giolitti, grande direttore della politica nei primi anni del Novecento, portò inevitabilmente ad una emarginazione del Tancredi dalla politica nazionale ma non fermò il suo impegno nella cosa pubblica. Infatti sono questi gli anni (1904-1913) in cui si possono riscontrare vari interventi a favore della realtà provinciale cuneese, in particolare l'impegno per il miglioramento dell'infrastruttura ferroviaria che portò alla costruzione della linea Cuneo-Ventimiglia-Nizza. 
Successivamente si schierò su chiare posizioni antigiolittiane intrattenendo rapporti con molti esponenti delle varie anime di questo schieramento (Sonnino, Salandra e lo stesso Salvemini con cui, in alcune occasioni, collaborò sull' "Unità"). Alla vigilia della prima guerra mondiale fece parte dell'ala liberale di stampo interventista.
Nei primi anni Venti ruppe con il movimento liberale; evidenza di questa ferma volontà fu la restituzione della tessera nel 1921. Perciò, sognando il coronamento della sua carriera politica con la nomina a senatore, si avvicinò al movimento fascista, che riteneva difensore dell'ordine e dello Stato. Si oppose però ai metodi squadristi e illegali del partito, al punto da pubblicare sulla “Sentinella” il testo del proclama di stato d'assedio predisposto dal governo Facta II e non firmato dal re. Questo atteggiamento contraddittorio gli impedì di essere tra i candidati della lista nazionale nelle elezioni del 1924. Nel 1929 invece nulla si oppose alla sua tanto agognata elezione a senatore del Regno. Nonostante questo successo politico non poté impedire nei primi anni Trenta la chiusura definitiva della “Sentinella delle Alpi”, alla cui redazione fu recapitata la lettera di soppressione nel 1928 e che non riuscì a rinascere nemmeno nella forma della “Società Editrice Sentinella d’Italia”, un estremo tentativo di salvare il quotidiano che naufragò nel 1933.

### Vita privata
Si sposò nel 1902 con Alice Schanzer, donna letterata proveniente da una famiglia romana (di origini austriache), con la quale condivise ogni passo della sua carriera politica e molti interessi di studio, in particolare sul Risorgimento e sulla figura di Mazzini, coltivati nelle pause delle pressanti incombenze della attività politica .
Fu padre di Carlo Enrico e Tancredi Duccio, uno degli eroi della resistenza piemontese.
La sua casa ed il suo studio di Cuneo sono oggi un museo.